# 지프 컴패스
지프 컴패스(Jeep Compass)는 크라이슬러 산하 브랜드인 지프의 전륜구동 기반 준중형 스포츠 유틸리티 자동차이다. 코드네임은 MK49이며, 차명인 컴패스는 영어로 나침반을 의미한다.

## 1세대

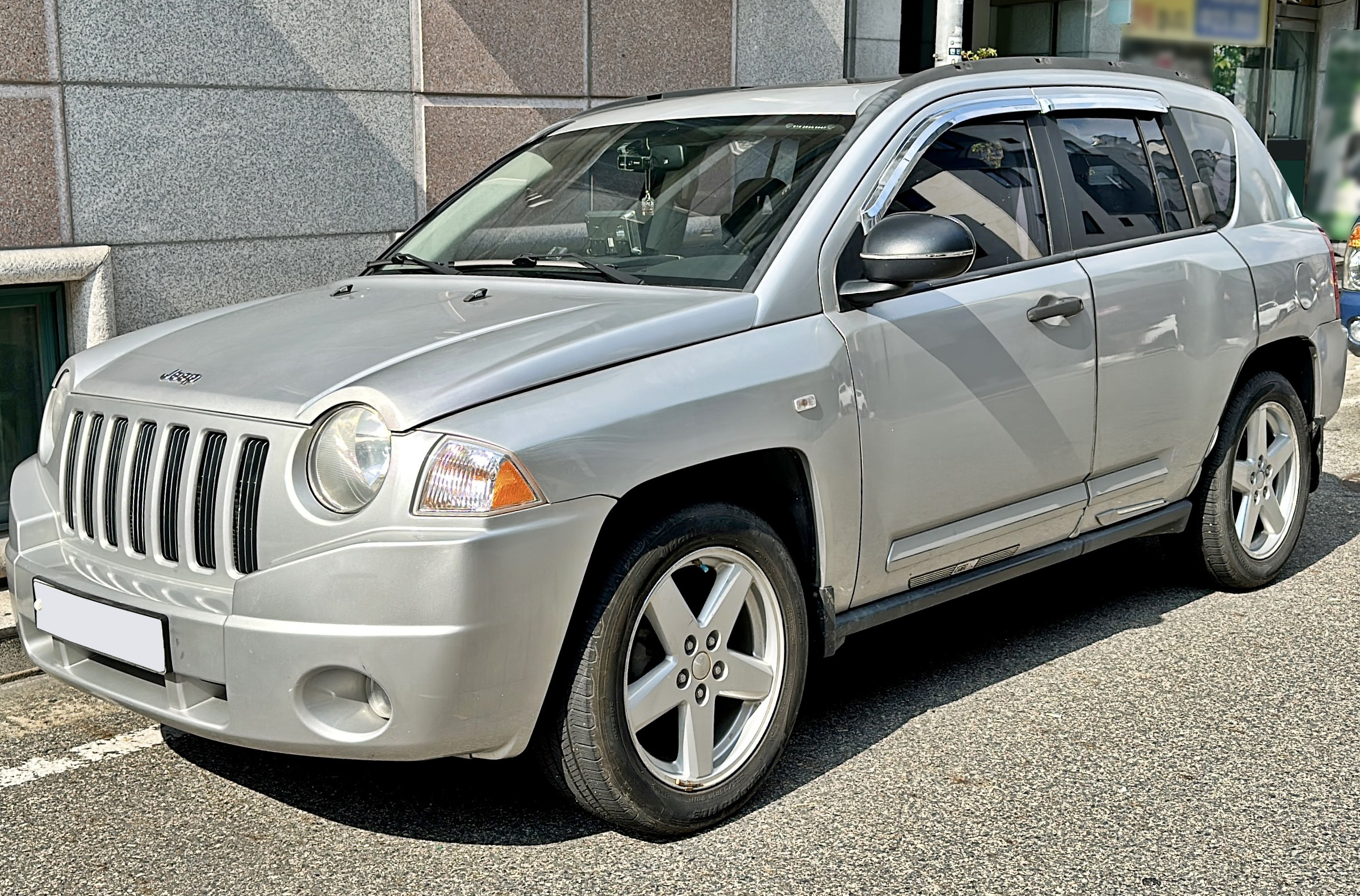
지프 컴패스(전기형) 정측면

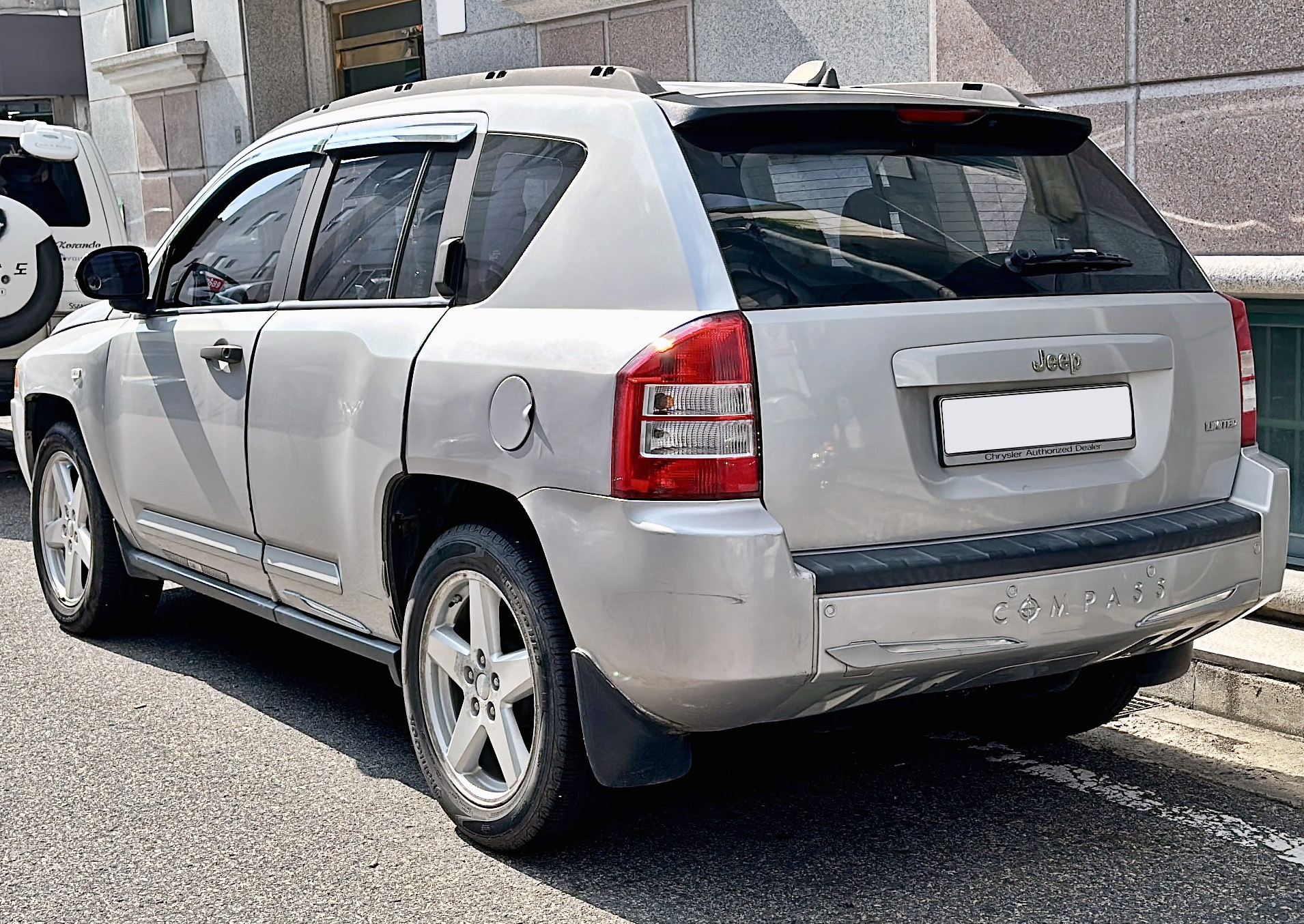
지프 컴패스(전기형) 후측면

2002년에 북미 국제 오토쇼를 통하여 컨셉트 카가 공개되었는데, 당시 발표된 차는 3도어 SUV였다. 이후 5도어로 계획이 변경되었고, 2005년에 프랑크푸르트 국제 모터쇼에서 랠리 컨셉트 카가 공개되었다. 양산형은 2006년 1월에 북미 국제 오토쇼에서 발표되어 동년 5월에 출시되었다. 생산은 일리노이주 벨비디어에서 이루어졌고, 전륜구동과 4륜구동이 있었다. 패트리어트와 함께 크라이슬러 MK 플랫폼이 채택되었고, 형제 차종으로 닷지 캘리버가 있었다. 캘리버처럼 LED가 달린 실내등을 탈착식으로 만들었으며, 실내등을 떼어 충전식 랜턴으로 활용할 수 있다. 대한민국에서는 2007년부터 수입되었다. 엔진은 2.0L 가솔린 엔진과 2.4L 가솔린 엔진이 적용되었고, 오스트레일리아 및 유럽 판매 사양은 폭스바겐제의 2.0L 디젤 엔진도 적용되었다. 대한민국에는 같은 플랫폼을 사용했던 캘리버와 달리, 컴패스는 2.4리터 DOHC 모델이 들어왔다. 2011년에 페이스리프트를 거쳐 앞모습은 4세대 그랜드 체로키와 유사한 모습으로 바뀌었으며, CVT에서 현대파워텍의 6단 자동변속기로 바뀌었다. 그리고 오스트레일리아 및 유럽 판매 사양에 적용되던 폭스바겐제 2.0L 커먼레일 디젤 엔진은 메르세데스-벤츠제 2.2L 커먼레일 디젤 엔진으로 대체되었다.

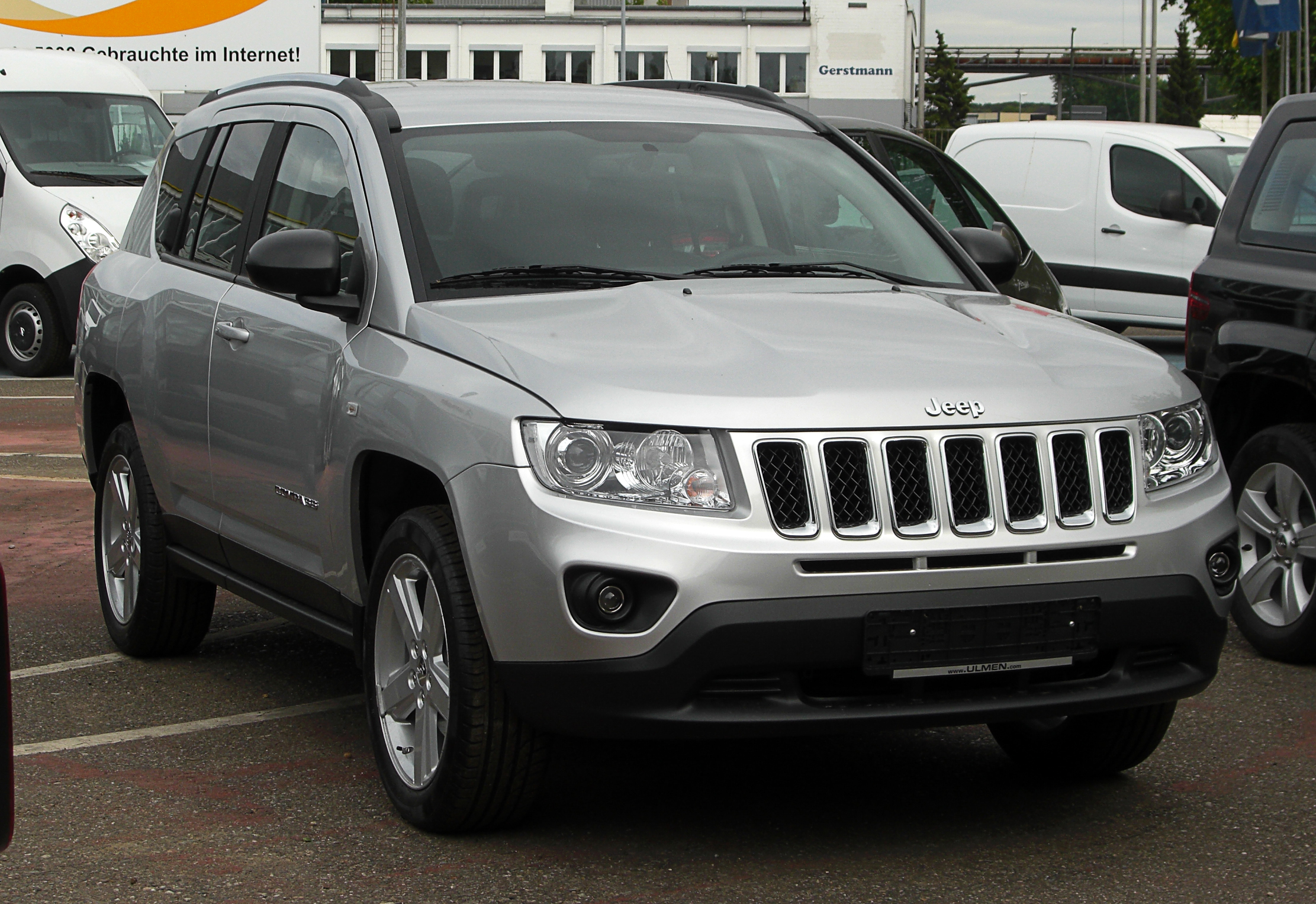
지프 컴패스(후기형) 정측면
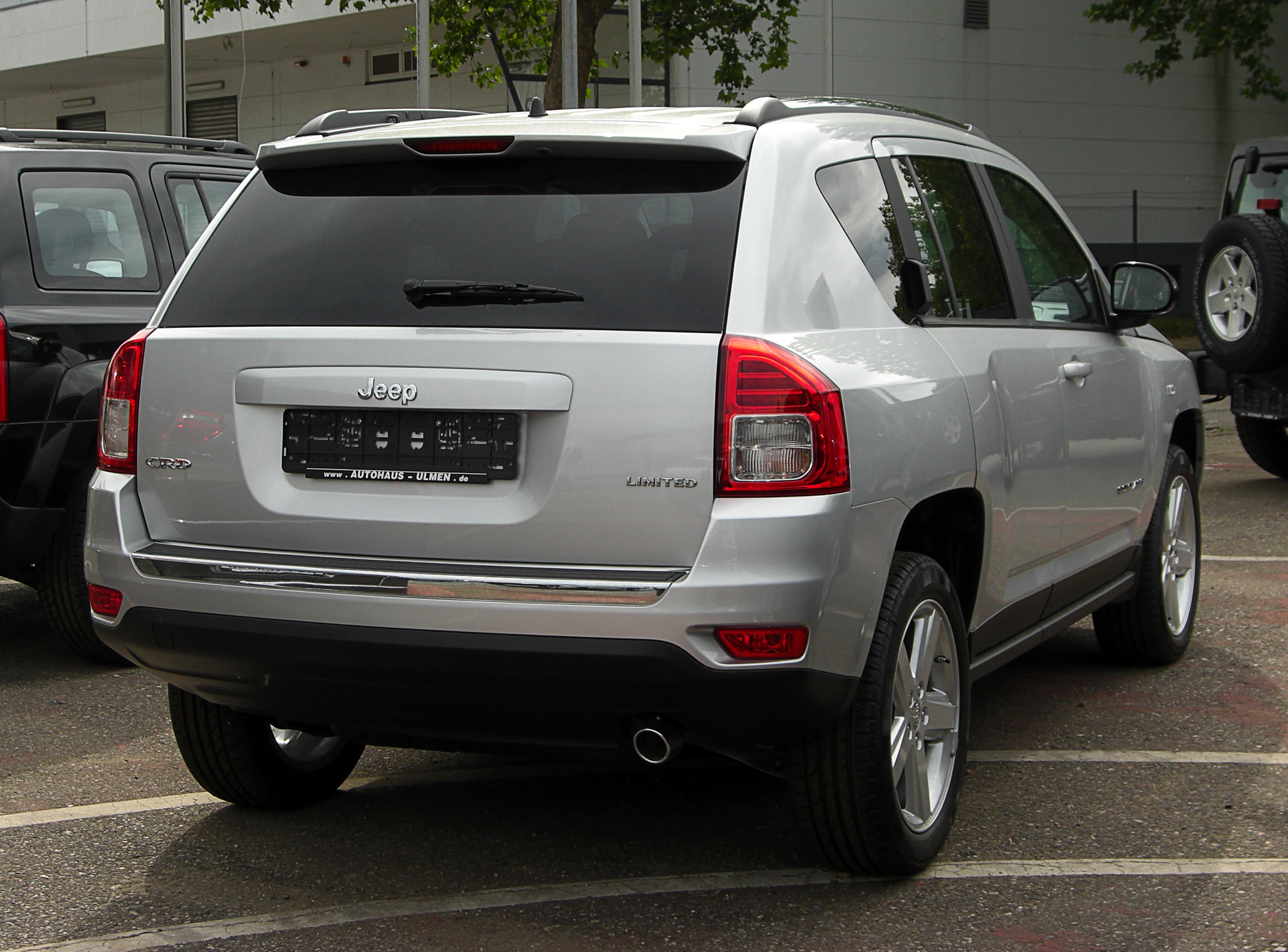
지프 컴패스(후기형) 후측면

## 2세대

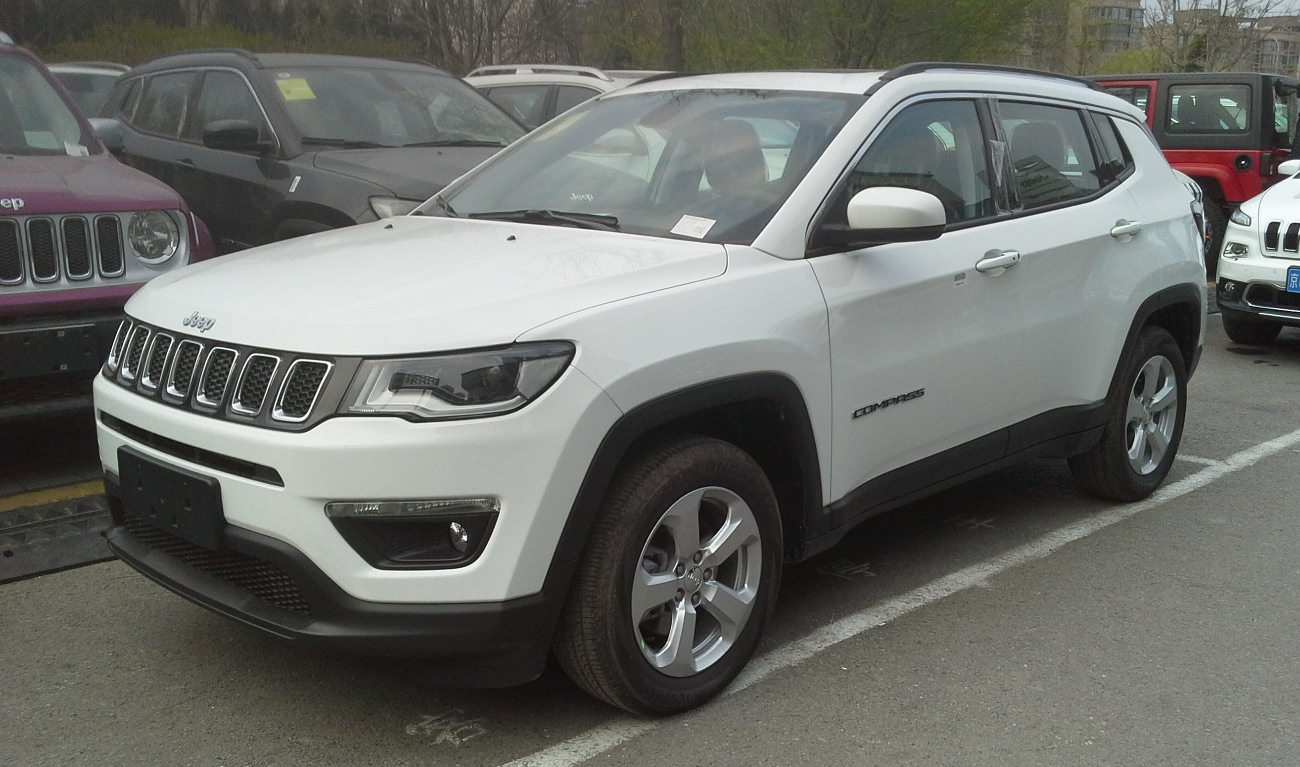
지프 컴패스 정측면

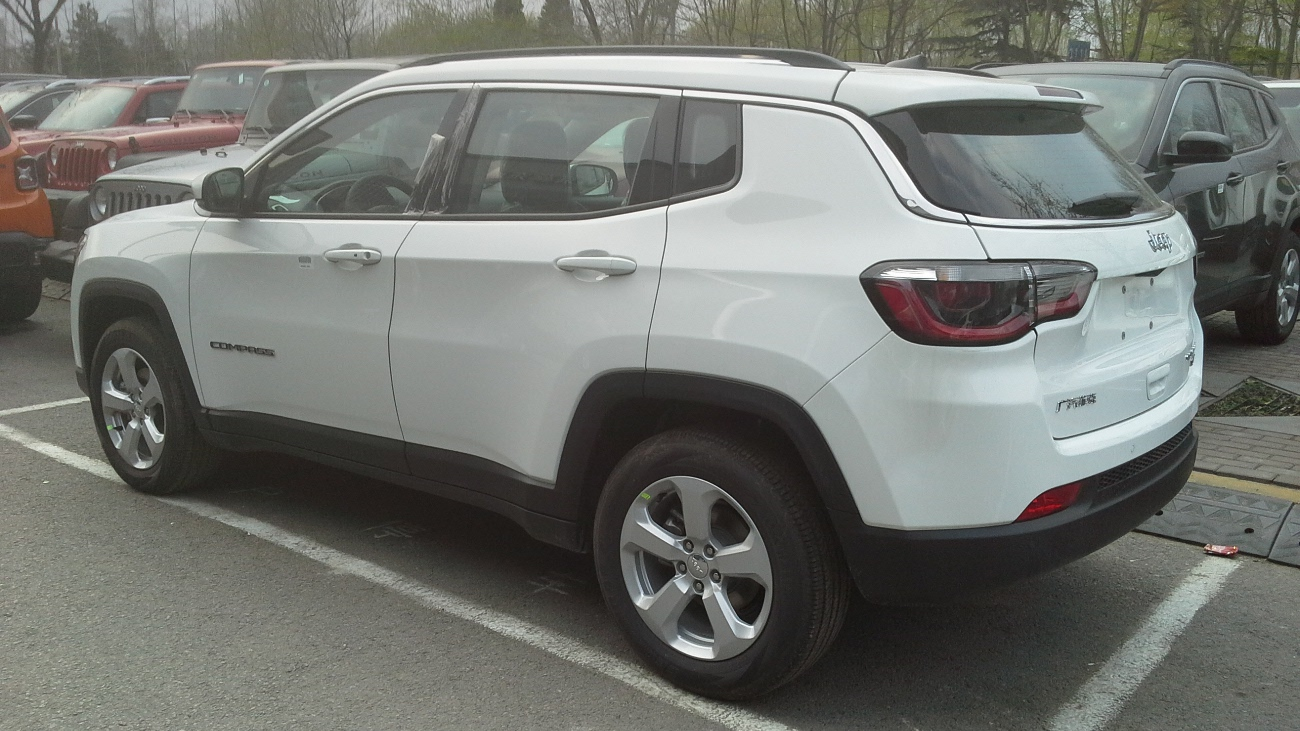
지프 컴패스 후측면

2016년 9월 27일에 남미 판매 사양이 먼저 공개되었고, 같은 해 11월에 LA 오토쇼에서 북미 판매 사양이 공개되었다. 2017년 봄에 정식 판매되기 시작했다. 북미 시장용은 멕시코 톨루카 현지공장에서 생산하며, 남미 판매 사양은 FCA가 2015년에 신설한 브라질 페르남부쿠주 고이아나 현지공장에서 레니게이드와 함께 생산한다. 2020년부터는 레니게이드의 생산 공장 중 하나인 이탈리아 바실리카타주 포텐차도 멜피에서도 컴패스를 생산한다.
2022년 11월에는 기존 타이거샤크 2.4리터 가솔린 SOHC 엔진을 랭글러에 장착하는 GME-T4 2.0리터 트윈 스크롤 가솔린 터보 엔진으로 교체했다.
대한민국에서는 2018년 7월 17일에 공식 출시했다. 193마력 2.4 가솔린 4WD 사양만 들여오며, 톨루카 생산분이 들어온다. 그러나 2022년 6월에 페이스리프트 모델을 내놓으면서 스텔란티스코리아가 가격을 올리는 바람에, 판매 부진으로 2023년 4월에 수입이 중지됐다.

## 경쟁 차량
- 현대자동차 - 투싼
- 기아자동차 - 스포티지
- 쌍용자동차 - 코란도C
- 오펠 - 그랜드랜드 X
- 혼다 - CR-V
- 닛산 - 캐시카이
- 토요타 - RAV4
- 마쓰다 - CX-5
- 포드 - 쿠가, 이스케이프